# Kopaciînți, Horodenka
Kopaciînți (în ucraineană Копачинці) este o comună în raionul Horodenka, regiunea Ivano-Frankivsk, Ucraina, formată numai din satul de reședință.

## Demografie
Componența lingvistică a comunei Kopaciînți
     Ucraineană (99,55%)
     Alte limbi (0,45%)
Conform recensământului din 2001, majoritatea populației comunei Kopaciînți era vorbitoare de ucraineană (99,55%), existând în minoritate și vorbitori de alte limbi.